# Észak-amerikai női labdarúgó-bajnokság (első osztály)
A National Women’s Soccer League (NWSL) az amerikai női profi labdarúgó-bajnokság elnevezése, amely az ország legmagasabb szintű pontvadászata. A ligát jelenleg 12 amerikai csapat alkotja.

## Lebonyolítási rendszer
A bajnokság alapszakaszában mindegyik csapat három alkalommal mérkőzik meg egymással és a pontvadászat első helyezettje részesül az NWSL Shield díjában. A rájátszásban az alapszakasz első négy helyezettje kieséses rendszerben dönti el a bajnoki címet.

## Történelem

### Women’s United Soccer Association (WUSA)
Az 1999-es világbajnoki győzelem után a válogatott húsz labdarúgója és John Hendricks, a Discovery Channel alapítója befektetőket kezdett keresni egy női nemzeti bajnokság létrehozásáért. A kampány sikeresnek bizonyult és az Amerikai labdarúgó-szövetséggel karöltve 2000. augusztus 18-án megalakult a Women's United Soccer Association, röviden WUSA.
Három szezon után azonban fel kellett függeszteni a ligát, amely jelentős veszteséget termelt az érdektelenség miatt. A játékosok és az USSF ugyan próbálkozott új alapokra építeni a bajnokságot, de az újjászervezésre szánt erőfeszítések mind kudarcba fulladtak.

### Women’s Professional Soccer (WPS)
A 2004 novemberében létrehozott WSII nonprofit szervezet két rendezvényen is felvonultatta az ebben az időszakban liga nélkül maradt csapatokat és a 2006-os év végén bejelentette, hogy a 2007-es világbajnokság és a 2008-as olimpia után megalakul a Women's Professional Soccer League. Egy 2008. január 17-én rendezett sajtókonferencián felvázolták a liga működési tervezetét és bemutatták az új címert, melynek sziluettjében Mia Hamm képe volt látható. A korábbi WUSA csapatait is felvonultató bajnokságban hét együttes vett részt, de a tervezett bővítések ebben a ligában is sikertelenek voltak és 2011. augusztus 27-ével, a Western New York Flash bajnoki győzelme lezárta a WPS három szezont megélt küzdelmeit.

### National Women's Soccer League (NWSL)
2012 novemberében a korábbi amatőr ligák folyamatos megszűnése miatt az USSF, a CSA és a FMF megegyezett és egy professzionális bajnokság létrehozásának tervezetét hozták nyilvánosságra, melyben kiemelték, hogy a nemzeti válogatott játékosait elosztják a liga csapatai között, hogy azok egyenlő feltételekkel indulhassanak a bajnokságban. A válogatott labdarúgókat a nemzeti szövetségek fizették, a megegyezett fizetéskorlátnak megfelelően.

#### 2013
Az első kiírás 2013-ban került megrendezésre, melyben a három korábbi WPS résztvevőt (Boston Breakers, Sky Blue FC, Western New York Flash), a Chicago Red Stars és négy újonnan létrejött együttes (FC Kansas City, Portland Thorns FC, Seattle Reign, Washington Spirit) egészített ki. A bajnokság végül a Portland Thorns győzelmével végződött.

#### 2014
A következő szezonban a Houston Dash érkeztével már kilenc csapat küzdelmeit élvezhette az egyre nagyobb érdeklődést tanúsító közönség. A Kansas City első bajnoki győzelmét szerezte.

#### 2015
A Kansas City újfent a Seattle Reign-nal csapott össze a döntőben és megvédték bajnoki címüket.

#### 2016
Az Orlando Pride feltűnésével már tízfősre bővült a bajnokság, melyet a döntőben tizenegyesekkel a Western New York Flash abszolvált.

#### 2017
2017 januárjában a North Carolina FC felvásárolta a Western New York Flash együttesét, amely North Carolina Courage néven léphetett első ízben színpadra az NWSL történetében. A szezon folyamán az "újonc gárda" szerezte meg az NWSL Shield kupáját, azonban a bajnokság a Portland Thorns győzelmével végződött.

#### 2018
Két korábbi meghatározó csapat nélkül kezdődött a 6. szezon. A pénzügyi gondokkal küzdő Breakers felszámolás alá került, játékosai pedig drafton kerültek más együttesekhez. A kétszeres bajnok FC Kansas City gárdáját pedig 2017 novemberében a Real Salt Lake egyesülete átvette és Utah Royals néven szerepeltek 2018-ban.
A kilenc csapat alkotta küzdelmekben a North Carolina Courage a kupa (NWSL Shield) és a rájátszás megnyerésével a liga történetében elsőként duplázott.

#### 2019
Szinte lemásolta előző szezonját a Courage és egy újabb duplával védte meg címeit.

#### 2020
A Covid19-pandémia miatt törölték a bajnokság 2019-es idényét. A szezont kiváltó Challenge Cup küzdelmeiben a Houston Dash végzett az élen.

#### 2021
Két új együttessel bővült a 2021-es szezon, mellyel ismét tíz csapat vehetett részt a kiírásban. 2020. december 5-én a Utah Royals együttese átadta jogait Kansas Citynek, akik Kansas City NWSL néven kezdték meg első idényüket. A Racing Louisville FC létrejöttével elsőként képviselte Kentuckyt a női labdarúgásban.
A bajnokságot némi meglepetésre a Washington Spirit nyerte, miután hosszabbításban legyőzték a Chicago Red Stars hölgyeit.

#### 2022
Az Angel City FC és a San Diego Wave FC megjelenésével már tizenkét klub indult a 2022-es idényben.

#### 2023
Az NWSL történetének egyik legkiegyensúlyozottabb idényét a rájátszásba épphogy bejutó NJ/NY Gotham csapata nyerte.

## A National Women's Soccer League csapatai
| National Women's Soccer League |                      |          |                        |          |        |                    |                              |
| Klub                           | Stadion              | Férőhely | Város                  | Alapítva | Tagság | Edző               | Férfi csapat                 |
| Angel City FC                  | BMO Stadion          | 22 000   | Los Angeles Kalifornia | 2020     | 2022   | Becki Tweed        | —                            |
| Bay FC                         | PayPal Park          | 18 000   | San Jose Kalifornia    | 2023     | 2024   | Albertin Montoya   | —                            |
| Chicago Red Stars              | SeatGeek Stadion     | 20 000   | Bridgeview Illinois    | 2006     | 2013   | Lorne Donaldson    | —                            |
| Houston Dash                   | Shell Energy Stadion | 7 000    | Houston Texas          | 2013     | 2014   | Fran Alonso        | Houston Dynamo (MLS)         |
| Kansas City Current            | CPKC Stadion         | 11 500   | Kansas City Missouri   | 2020     | 2021   | Vlatko Andonovski  | —                            |
| NJ/NY Gotham FC                | Red Bull Arena       | 25 000   | Harrison New Jersey    | 2007     | 2013   | Juan Carlos Amorós | —                            |
| North Carolina Courage         | WakeMed Soccer Park  | 10 000   | Cary Észak-Karolina    | 2017     | 2017   | Sean Nahas         | North Carolina FC (USLC)     |
| OL Reign                       | Lumen Field          | 10 000   | Seattle Washington     | 2012     | 2013   | Laura Harvey       | Olympique Lyonnais (Ligue 1) |
| Orlando Pride                  | Exploria Stadion     | 25 500   | Orlando Florida        | 2015     | 2016   | Seb Hines          | Orlando City SC (MLS)        |
| Portland Thorns                | Providence Park      | 25 218   | Portland Oregon        | 2012     | 2013   | Mike Norris        | Portland Timbers (MLS)       |
| Racing Louisville FC           | Lynn Family Stadion  | 15 304   | Louisville Kentucky    | 2019     | 2021   | Bev Yanez          | Louisville City FC (USLC)    |
| San Diego Wave FC              | Snapdragon Stadion   | 32 000   | San Diego Kalifornia   | 2021     | 2022   | Casey Stoney       | —                            |
| Utah Royals                    | America First Field  | 20 213   | Sandy Utah             | 2017     | 2024   | Amy Rodriguez      | —                            |
| Washington Spirit              | Audi Field           | 20 000   | Washington             | 2012     | 2013   | üres               | —                            |

- Utah Royals 2018 és 2020 között az NWSL-ben játszott.

## Eddigi bajnokok
| Women’s United Soccer Association (WUSA) |                    |                      |                    |                  |             |                     |                                                                                   |
| Szezon                                   | Rájátszás döntő    | Rájátszás döntő      | Rájátszás döntő    | Alapszakasz      | Alapszakasz | Alapszakasz         | Gólkirálynő                                                                       |
| Szezon                                   | Bajnok             | Eredmény             | Második            | Shield győztes   | Pontok      | Második             | Gólkirálynő                                                                       |
| 2001                                     | San Jose CyberRays | 3–3 (h.u.) 4–2 (bü.) | Atlanta Beat       | Atlanta Beat     | 37–37       | San Jose CyberRays  | Tiffeny Milbrett (New York Power) (16)                                            |
| 2002                                     | Carolina Courage   | 3–2                  | Washington Freedom | Carolina Courage | 40–39       | Philadelphia Charge | Kátia (San Jose CyberRays) (15)                                                   |
| 2003                                     | Washington Freedom | 2–1 (h.u.)           | Atlanta Beat       | Boston Breakers  | 37–35       | Atlanta Beat        | Marinette Pichon (Philadelphia Charge) (14) Dagny Mellgren (Boston Breakers) (14) |

| Women's Professional Soccer (WPS) |                        |                      |                           |                        |             |                           |                                                                                      |
| Szezon                            | Rájátszás döntő        | Rájátszás döntő      | Rájátszás döntő           | Alapszakasz            | Alapszakasz | Alapszakasz               | Gólkirálynő                                                                          |
| Szezon                            | Bajnok                 | Eredmény             | Második                   | Shield győztes         | Pontok      | Második                   | Gólkirálynő                                                                          |
| 2009                              | Sky Blue               | 1–0                  | Los Angeles Sol           | Los Angeles Sol        | 41–34       | Saint Louis Athletica     | Marta (Los Angeles Sol) (9)                                                          |
| 2010                              | FC Gold Pride          | 4–0                  | Philadelphia Independence | FC Gold Pride          | 53–36       | Boston Breakers           | Marta (Gold Pride) (19)                                                              |
| 2011                              | Western New York Flash | 1–1 (h.u.) 5–4 (bü.) | Philadelphia Independence | Western New York Flash | 42–36       | Philadelphia Independence | Marta (Western New York Flash) (10) Christine Sinclair (Western New York Flash) (10) |

| National Women's Soccer League |                                                         |                                                         |                                                         |                                                         |                                                         |                                                         |                                                                             |
| Szezon                         | Rájátszás döntő                                         | Rájátszás döntő                                         | Rájátszás döntő                                         | Alapszakasz                                             | Alapszakasz                                             | Alapszakasz                                             | Gólkirálynő                                                                 |
| Szezon                         | Bajnok                                                  | Eredmény                                                | Második                                                 | Shield győztes                                          | Pontok                                                  | Második                                                 | Gólkirálynő                                                                 |
| 2013                           | Portland Thorns                                         | 2–0                                                     | Western New York Flash                                  | Western New York Flash                                  | 38–38                                                   | FC Kansas City                                          | Lauren Holiday (Kansas City) (12)                                           |
| 2014                           | FC Kansas City                                          | 2–1                                                     | Seattle Reign                                           | Seattle Reign                                           | 54–41                                                   | FC Kansas City                                          | Kim Little (Seattle Reign) (16)                                             |
| 2015                           | FC Kansas City                                          | 1–0                                                     | Seattle Reign                                           | Seattle Reign                                           | 43–33                                                   | Chicago Red Stars                                       | Crystal Dunn (Washington Spirit) (15)                                       |
| 2016                           | Western New York Flash                                  | 2–2 (h.u.) 3–2 (bü.)                                    | Washington Spirit                                       | Portland Thorns                                         | 41–39                                                   | Washington Spirit                                       | Kealia Ohai (Houston Dash) (11) Lynn Williams (Western New York Flash) (11) |
| 2017                           | Portland Thorns                                         | 1–0                                                     | North Carolina Courage                                  | North Carolina Courage                                  | 49–47                                                   | Portland Thorns                                         | Sam Kerr (Sky Blue) (17)                                                    |
| 2018                           | North Carolina Courage                                  | 3–0                                                     | Portland Thorns                                         | North Carolina Courage                                  | 57–42                                                   | Portland Thorns                                         | Sam Kerr (Chicago Red Stars) (16)                                           |
| 2019                           | North Carolina Courage                                  | 4–0                                                     | Chicago Red Stars                                       | North Carolina Courage                                  | 49–44                                                   | Chicago Red Stars                                       | Sam Kerr (Chicago Red Stars) (18)                                           |
| 2020                           | A Covid19-pandémia miatt a bajnoki küzdelmeket törölték | A Covid19-pandémia miatt a bajnoki küzdelmeket törölték | A Covid19-pandémia miatt a bajnoki küzdelmeket törölték | A Covid19-pandémia miatt a bajnoki küzdelmeket törölték | A Covid19-pandémia miatt a bajnoki küzdelmeket törölték | A Covid19-pandémia miatt a bajnoki küzdelmeket törölték | A Covid19-pandémia miatt a bajnoki küzdelmeket törölték                     |
| 2021                           | Washington Spirit                                       | 4–1 (h.u.)                                              | Chicago Red Stars                                       | Portland Thorns                                         | 44–42                                                   | OL Reign                                                | Ashley Hatch (Washington Spirit) (10)                                       |
| 2022                           | Portland Thorns                                         | 2–0                                                     | Kansas City                                             | OL Reign                                                | 40–39                                                   | Portland Thorns                                         | Alex Morgan (San Diego Wave) (15)                                           |
| 2023                           | NJ/NY Gotham                                            | 2–1                                                     | OL Reign                                                | San Diego Wave                                          | 37–35                                                   | Portland Thorns                                         | Sophia Smith (Portland Thorns) (11)                                         |

### Klubonként
| Klub                   | Állam          | Település   | Bajnokság | Bajnokság | Bajnokság | Bajnokság | Bajnokság | Bajnokság | Összesen  | Összesen | Győztes évek     | Győztes évek     |
| Klub                   | Állam          | Település   | WUSA      | WUSA      | WPS       | WPS       | NWSL      | NWSL      | Rájátszás | Shield   | Rájátszás        | Shield           |
| ---------------------- | -------------- | ----------- | --------- | --------- | --------- | --------- | --------- | --------- | --------- | -------- | ---------------- | ---------------- |
| Portland Thorns        | Oregon         | Portland    | –         | –         | –         | –         | 3         | 2         | 3         | 2        | 2013, 2017, 2022 | 2016, 2021       |
| North Carolina Courage | Észak-Karolina | Cary        | –         | –         | –         | –         | 2         | 2         | 2         | 2        | 2018, 2019       | 2018, 2019       |
| FC Kansas City         | Missouri       | Kansas City | –         | –         | –         | –         | 2         | –         | 2         | –        | 2014, 2015       |                  |
| NJ/NY Gotham           | New Jersey     | Harrison    | –         | –         | 1         | –         | 1         | –         | 2         | –        | 2009, 2023       |                  |
| Western New York Flash | New York       | Elma        | –         | –         | 1         | 1         | –         | 1         | 1         | 2        | 2011             | 2011, 2013       |
| FC Gold Pride          | Kalifornia     | Hayward     | –         | –         | 1         | 1         | –         | –         | 1         | 1        | 2010             | 2010             |
| Carolina Courage       | Észak-Karolina | Cary        | 1         | 1         | –         | –         | –         | –         | 1         | 1        | 2002             | 2002             |
| Washington Spirit      | Washington     | Washington  | –         | –         | –         | –         | 1         | –         | 1         | –        | 2021             |                  |
| Washington Freedom     | Washington     | Washington  | 1         | –         | –         | –         | –         | –         | 1         | –        | 2003             |                  |
| San Jose CyberRays     | Kalifornia     | San José    | 1         | –         | –         | –         | –         | –         | 1         | –        | 2001             |                  |
| OL Reign               | Washington     | Seattle     | –         | –         | –         | –         | –         | 3         | –         | 3        |                  | 2014, 2015, 2022 |
| San Diego Wave         | Kalifornia     | San Diego   | –         | –         | –         | –         | –         | 1         | –         | 1        | 2023             |                  |
| Boston Breakers        | Massachusetts  | Boston      | –         | 1         | –         | –         | –         | –         | –         | 1        |                  | 2003             |
| Atlanta Beat           | Georgia        | Atlanta     | –         | 1         | –         | –         | –         | –         | –         | 1        |                  | 2001             |
| Los Angeles Sol        | Kalifornia     | Los Angeles | –         | –         | –         | 1         | –         | –         | –         | 1        |                  | 2009             |